# ケーシー・フォッサム
ケーシー・ポール・フォッサム（Casey Paul Fossum, 1978年1月6日 - ）は、アメリカ合衆国ニュージャージー州出身のプロ野球選手（投手）。

## 経歴

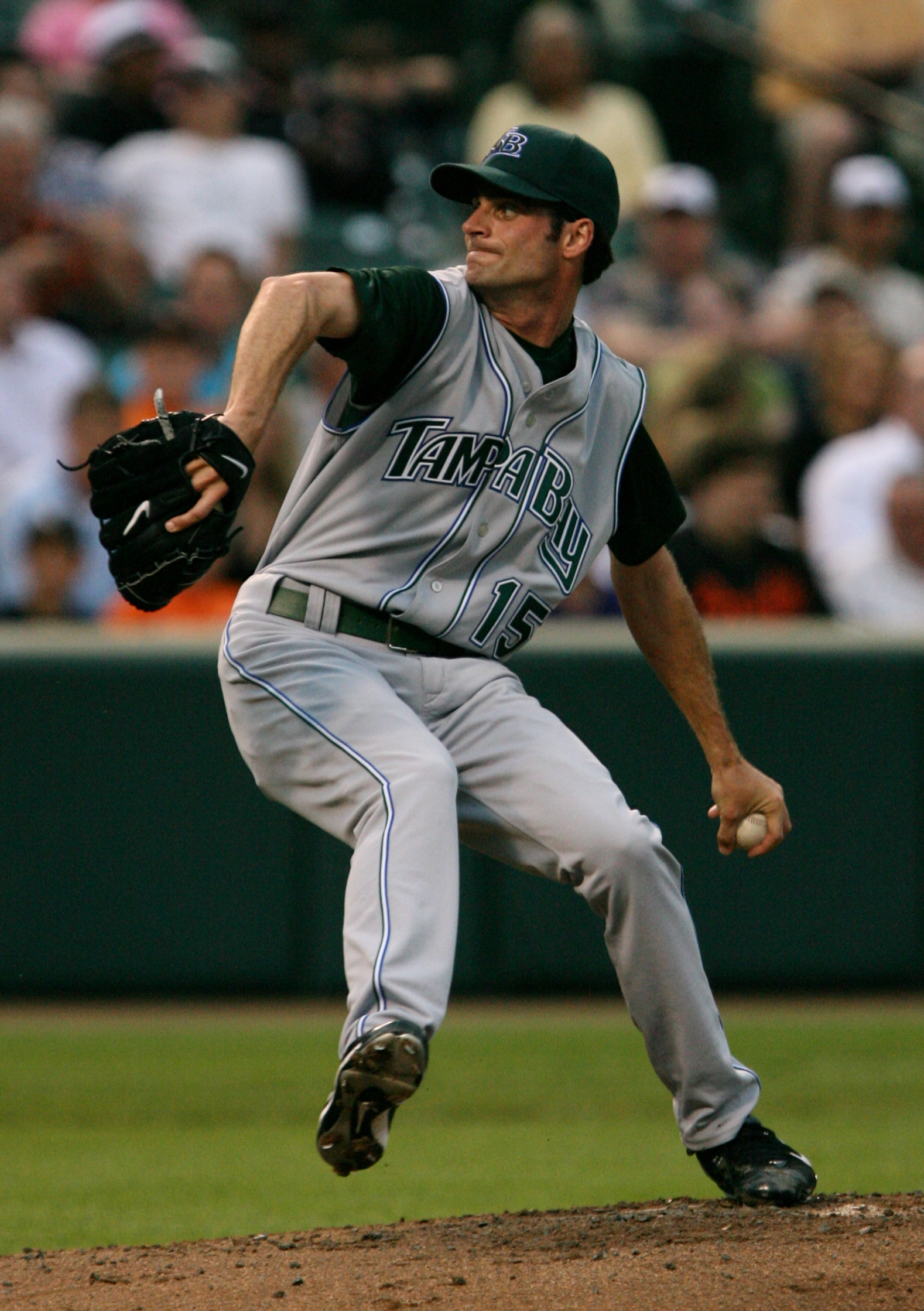
デビルレイズ時代（2005年10月7日）

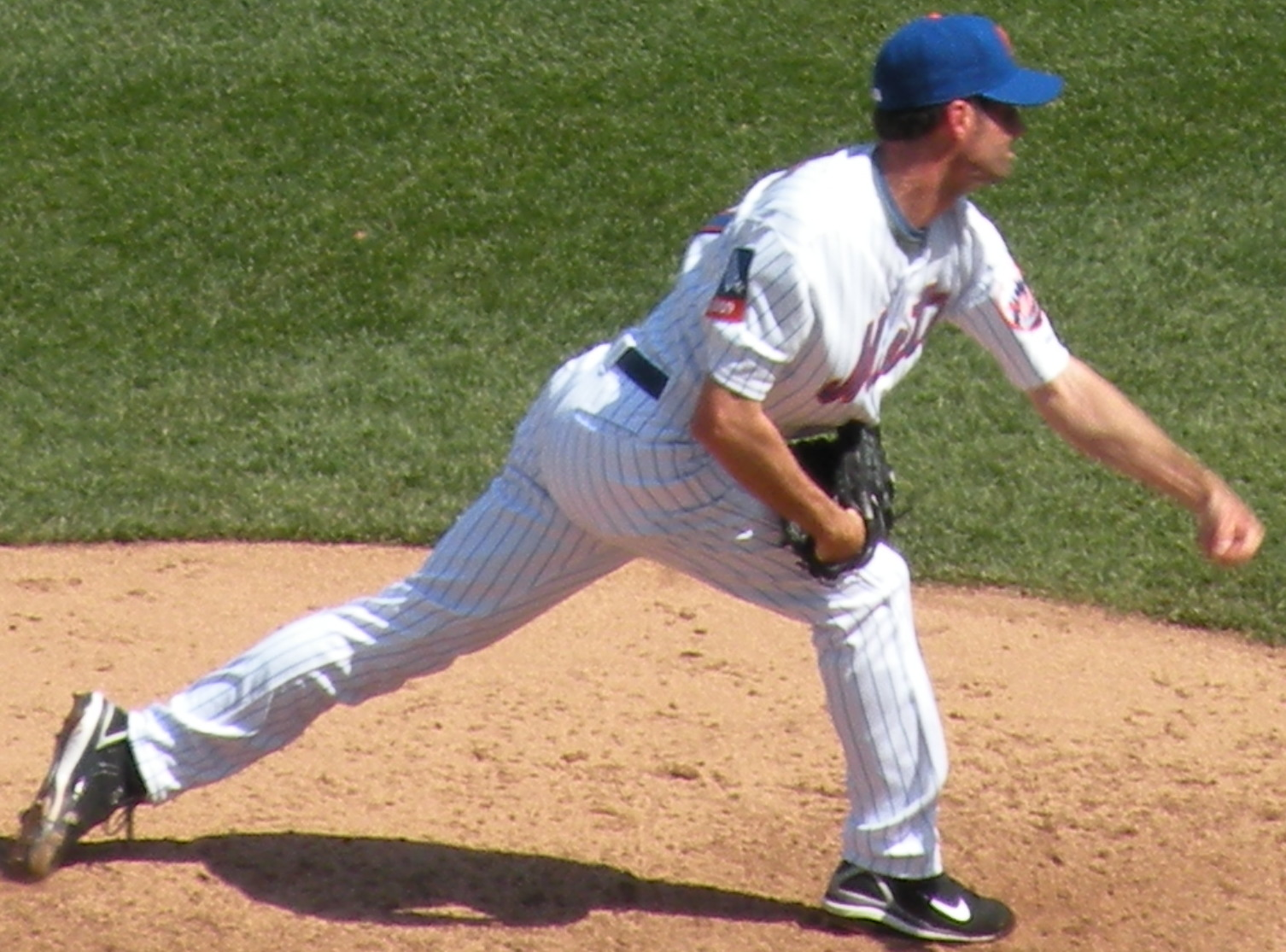
2009年4月26日

1996年にアリゾナ・ダイヤモンドバックスからMLBドラフト7巡目で指名されたが契約せず、テキサスA&M大学に進学。
1999年にボストン・レッドソックスからドラフト1巡目追補足（全体の48番目）で指名され、プロ入り。
2001年にレッドソックスでメジャーデビュー。
2002年には43試合に登板して防御率3.46と活躍する。
2003年は振るわず、同年のシーズンオフにカート・シリングとの1対4のトレードでブランドン・ライオンらと共にダイヤモンドバックスに移籍。
2004年にナショナルリーグ2位の15敗を喫するなど、ダイヤモンドバックスでも今一つのピッチングが続き、1年でホセ・クルーズ・ジュニアとのトレードでタンパベイ・デビルレイズへ放出される。2005年と2006年は主に先発投手として投げ、2005年には規定投球回もクリアしたが、2006年9月には肩の手術を受けた。
2008年にはデトロイト・タイガースで中継ぎで31試合に登板。
2009年にはニューヨーク・メッツとマイナー契約。4月にメジャー昇格を果たしたが3試合に登板しただけで、4月26日に高橋建と入れ替わる形で戦力外通告を受けた。5月2日にニューヨーク・ヤンキースとマイナー契約を交わしたがメジャー昇格のないまま解雇され、7月3日にシカゴ・カブスとマイナー契約。
2010年は阪神タイガースと契約、先発投手としての起用方針を示されたが、オープン戦で結果を出せず、開幕ローテーションから漏れた。二軍での調整を経て4月15日の対読売ジャイアンツ（巨人）戦に登板、6回を投げて3安打無失点と好投したが、降板後にチームが逆転され勝敗は付かなかった。2回目の登板となる4月23日の対中日ドラゴンズ戦にでは5回1失点で初勝利。4度目の先発となった5月7日の対広島東洋カープ戦では4回まで5-0と封じていながら、5回に3連打を含む5本の長短打を浴び、4回2/3を4失点で降板した。5月15日の対東北楽天ゴールデンイーグルス戦は6回を投げ、岩隈久志に投げ勝って白星を挙げたものの、続く5月21日の対オリックス・バファローズ戦では、2回裏に1イニング5四死球を出し1回2/3を5失点で降板した。能見篤史・岩田稔の両左腕が故障で離脱している事情もあって起用され続け、ある程度試合を作るものの、打線の援護に恵まれなかった。交流戦が明けると調子を大きく崩し、7月4日の対巨人戦では2回1/3で3本塁打を含む9安打を浴び7失点。3本塁打を許して3回2/3で降板した6月20日の対横浜ベイスターズ戦から、3戦連続の先発失敗となり一軍登録を抹消された。その後はジェイソン・スタンリッジとランディ・メッセンジャーの活躍で再び一軍に昇格しないままシーズンを終え、10月4日に帰国し、26日に球団から翌年の契約を結ばないことが発表された。
2011年2月9日、ニューヨーク・メッツとマイナー契約を結んだ。
2012年2月1日にボルチモア・オリオールズとマイナー契約を結ぶも、4月19日に放出された。
2015年5月19日に米独立リーグ・アトランティックリーグのランカスター・バーンストーマーズと契約。

## プレースタイル
145 km/h前後の速球とスライダー・カットボール・チェンジアップ、2種類のカーブなど多彩な球種を投げ分ける技巧派の投手。投球フォームはサンディー・コーファックスがモデル。自ら「フォッサム・フリップ」(Fossum Flip) と名付けた、最遅43 mph（約68.8 km/h）の縦に大きく割れるカーブが最大の武器で、ヤンキース傘下のスクラントン・ウィルクスバリ・ヤンキース時代にチームメイトだった井川慶からも評価されている。一方、制球力の甘さが課題。

## 人物
息子に買ってあげた『プロ野球スピリッツ2010』において、自分の能力が低く設定されていることに不満を持ち、次回作で能力を高くしてもらえるように活躍を誓った。
来日した際、生きた白魚を食べられなかった。
入団会見の際には、長時間移動のためラフな服装で登場する選手も多い中、きちんとスーツを着て会見に臨んだ。

## 詳細情報

### 年度別投手成績
| 年 度    | 球 団    | 登 板 | 先 発 | 完 投 | 完 封 | 無 四 球 | 勝 利 | 敗 戦 | セ 丨 ブ | ホ 丨 ル ド | 勝 率 | 打 者 | 投 球 回 | 被 安 打 | 被 本 塁 打 | 与 四 球 | 敬 遠 | 与 死 球 | 奪 三 振 | 暴 投 | ボ 丨 ク | 失 点 | 自 責 点 | 防 御 率 | W H I P |
| -------- | -------- | ----- | ----- | ----- | ----- | -------- | ----- | ----- | -------- | ----------- | ----- | ----- | -------- | -------- | ----------- | -------- | ----- | -------- | -------- | ----- | -------- | ----- | -------- | -------- | ------- |
| 2001     | BOS      | 13    | 7     | 0     | 0     | 0        | 3     | 2     | 0        | 0           | .600  | 197   | 44.1     | 44       | 4           | 20       | 1     | 6        | 26       | 1     | 1        | 26    | 24       | 4.87     | 1.44    |
| 2002     | BOS      | 43    | 12    | 0     | 0     | 0        | 5     | 4     | 1        | 3           | .556  | 461   | 106.2    | 113      | 12          | 30       | 0     | 4        | 101      | 3     | 0        | 56    | 41       | 3.46     | 1.34    |
| 2003     | BOS      | 19    | 14    | 0     | 0     | 0        | 6     | 5     | 1        | 0           | .545  | 346   | 79.0     | 82       | 9           | 34       | 0     | 4        | 63       | 4     | 0        | 55    | 48       | 5.47     | 1.47    |
| 2004     | ARI      | 27    | 27    | 0     | 0     | 0        | 4     | 15    | 0        | 0           | .211  | 652   | 142.0    | 171      | 31          | 63       | 5     | 10       | 117      | 4     | 2        | 111   | 105      | 6.65     | 1.65    |
| 2005     | TB       | 36    | 25    | 0     | 0     | 0        | 8     | 12    | 0        | 0           | .400  | 725   | 162.2    | 170      | 21          | 60       | 3     | 18       | 128      | 8     | 1        | 100   | 89       | 4.92     | 1.41    |
| 2006     | TB       | 25    | 25    | 0     | 0     | 0        | 6     | 6     | 0        | 0           | .500  | 594   | 130.0    | 136      | 18          | 63       | 3     | 12       | 88       | 4     | 1        | 89    | 77       | 5.33     | 1.53    |
| 2007     | TB       | 40    | 10    | 0     | 0     | 0        | 5     | 8     | 0        | 2           | .385  | 364   | 76.0     | 109      | 15          | 27       | 1     | 6        | 53       | 3     | 0        | 71    | 65       | 7.70     | 1.79    |
| 2008     | DET      | 31    | 0     | 0     | 0     | 0        | 3     | 1     | 0        | 6           | .750  | 179   | 41.1     | 44       | 4           | 18       | 1     | 3        | 28       | 1     | 0        | 26    | 26       | 5.66     | 1.50    |
| 2009     | NYM      | 3     | 0     | 0     | 0     | 0        | 0     | 0     | 0        | 0           | ----  | 19    | 4.0      | 4        | 0           | 4        | 0     | 0        | 3        | 0     | 0        | 1     | 1        | 2.25     | 2.00    |
| 2010     | 阪神     | 12    | 12    | 0     | 0     | 0        | 2     | 5     | 0        | 0           | .286  | 258   | 56.2     | 65       | 9           | 24       | 1     | 5        | 48       | 1     | 0        | 37    | 36       | 5.72     | 1.57    |
| MLB：9年 | MLB：9年 | 237   | 120   | 0     | 0     | 0        | 40    | 53    | 2        | 11          | .430  | 3537  | 786.0    | 873      | 114         | 319      | 14    | 63       | 607      | 28    | 5        | 535   | 476      | 5.45     | 1.52    |
| NPB：1年 | NPB：1年 | 12    | 12    | 0     | 0     | 0        | 2     | 5     | 0        | 0           | .286  | 258   | 56.2     | 65       | 9           | 24       | 1     | 5        | 48       | 1     | 0        | 37    | 36       | 5.72     | 1.57    |

- 2010年度シーズン終了時
- 各年度の太字はリーグ最高

### 記録
NPB
- 初登板・初先発：2010年4月15日、対読売ジャイアンツ6回戦（東京ドーム）、6回3安打無失点
- 初奪三振：同上、2回裏に亀井義行から
- 初勝利：2010年4月23日、対中日ドラゴンズ4回戦（阪神甲子園球場）、5回3安打1失点

### 背番号
- 59 （2001年）
- 15 （2002年、2005年 - 2007年）
- 23 （2003年）
- 16 （2004年）
- 49 （2008年）
- 47 （2009年）
- 58 （2010年）

### 登場曲
- 「Notorious Thugs」The Notorious B.I.G feat. Bone Thugs-N-Harmony（2010年）